# Dilobocondyla karnyi
Dilobocondyla karnyi é uma espécie de formiga do gênero Dilobocondyla, pertencente à subfamília Myrmicinae.